# Yeongjo av Korea
Yeongjo av Korea, född 1694, död 1776, var en koreansk monark. Han var kung av Korea 1724–1776. Han var son till kung Sukjong och Suk-bin Choe. Han efterträdde sin barnlöse bror.

## Familj
Yeongjo var gift med Jeongseong och Jeongsun. Han hade fyra bihustrur. Han hade fjorton barn, bland dem:
1. Kronprins Hyojang  (4 april 1719 – 16 december 1728)
2. Prinsessan Hwapyeong (27 april 1727 – 24 juni 1748)
3. Prinsessan Hwahyeop (7 mars 1733 – 27 november 1752)
4. Kronprins Sado (13 februari 1735 – 12 juli 1762), gift med Hyegyeong, far till kung Jeongjo
5. Prinsessan Hwawan  (9 mars 1738 – 17 maj 1808)